# 考克內斯省

考克內斯省是智利的54個省份之一，位於該國中部，由馬烏萊大區負責管轄，首府設於考克內斯，面積3,027平方公里，2002年人口57,088，人口密度每平方公里18.9人。